# Chaetocoelopa
Chaetocoelopa es un género de dípteros de la familia Coelopidae, categorizado en la tribu Glumini. Fue descrito por Malloch en 1933.

## Especies
- Chaetocoelopa littoralis (Hutton, 1881)[4]
- Chaetocoelopa sydneyensis (Schiner, 1868)[5]